# Операція «Арбалет» (фільм)
«Операція „Арбалет“» («Operation Crossbow») — британський шпигунський художній фільм-драма 1965 року про реальні події часів Другої світової війни. Режисер Майкл Андерсон.

## Сюжет
Британське військове командування отримує відомості про підготовку нацистською Німеччиною нової потужної ракетної зброї. Для протидії планам німців в Голландію направлені декілька військових та технічних фахівців, які мають отримати відомості про новітню німецьку зброю…

## Актори
- Софі Лорен
- Джордж Пеппард
- Тревор Говард
- Джон Мілс
- Річард Джонсон
- Том Кортні
- Джеремі Кемп
- Ентоні Куейл
- Пол Генрейд — генерал Зімман
- Хельмут Дантін